# Variable VY Sculptoris
Les variables VY Sculptoris són un tipus de variablse cataclísmiques anomenades variables semblants a noves (NL/VY). Es tracta d’estrelles que s’assemblen a noves o noves nanes amb variacions d’espectre o de llum, però també variables amb erupcions semblants a les noves i objectes que no s’han observat en erupcions però que tenen petites variacions de llum que s’assemblen a les fluctuacions de les noves antigues que han tingut erupcions. De vegades, observacions més detallades fan que es reclassifiquen variables d'aquesta categoria.
Les variables UX Ursae Majoris i AM Herculis també s’inclouen a les variables similars a les noves.
Les estrelles del tipus VY Sculptoris (NL/VY) són variables cataclísmiques d’estrelles dobles amb una nana blanca calenta i luminiscent, que a intervals irregulars experimenten eclipsis d’una o més magnituds a causa de la transmissió de massa baixa. Els eclipsis poden durar d’uns dies a diversos anys. El període orbital dels components de l'estrella doble sol ser de 0,12 a 0,18 dies.
El tipus de variable de vegades es denomina nova inversa perquè les estrelles d'aquesta categoria experimenten una atenuació notable de la brillantor, igual que les variables R CrB, en lloc d'erupcions espectaculars on augmenta la brillantor.
L'estrella prototip VY Sculptoris té una magnitud visual de +11,8 i en el moment de l'eclipsi pot ser tan feble com la magnitud +18,6.